# Beesonia shoreae
Beesonia shoreae är en insektsart som beskrevs av Sadao Takagi 1995. Beesonia shoreae ingår i släktet Beesonia och familjen Beesoniidae.
Artens utbredningsområde är Singapore. Inga underarter finns listade i Catalogue of Life.